# 莫克罗诺格
莫克罗诺格（發音：[mɔˈkɾòːnɔk]），是斯洛維尼亞東南部莫克罗诺格-特雷贝尔诺市镇内的一個聚居地及其行政中心。该市镇是下卡尼奧拉傳統地區的一部分，現在被納入東南斯洛維尼亞統計區。

## 教堂
當地的教區教堂是獻給聖吉爾斯，屬於天主教新梅斯托教區。它建於1822年至1824年間，在一座倒塌的舊教堂的遺址上，採用晚期巴洛克新古典主義風格。教堂塔樓於1940年根據建築師 Janez Valentinčič 的計畫重新設計，他是尤利·普雷契尼克的學生。聚居地北部村莊 Šeginke 的第二座教堂是獻給聖弗洛里安。它可以追溯到17世紀中葉。第三座教堂位於悲傷山（斯洛文尼亞語：Žalostna gora，德語：Trauerberg，366 m）的西部。它是獻給痛苦聖母，其歷史可以追溯到1697年，帶有18和19世紀的繪畫。

## 外部連結
- Mokronog-Trebelno municipal website （页面存档备份，存于）
- Mokronog at Geopedia （页面存档备份，存于）